# Hruszew (Hruszew)
Hruszew – kolonia wsi Hruszew w Polsce, położona w województwie mazowieckim, w powiecie łosickim, w gminie Platerów.
W latach 1975–1998 kolonia należała administracyjnie do województwa bialskopodlaskiego. 
Znajduje się tam zabytkowa kapliczka. Droga przebiegająca przez kolonię łączy ją z Zaborowem, należącym do gminy Przesmyki w powiecie siedleckim.